# Vincent Vitetta
Vincent Vitetta (Nizza, 1º ottobre 1925 – Nizza, 12 aprile 2021) è stato un ciclista su strada francese, professionista dal 1949 al 1961. Colse alcune vittorie (anche in Africa) ed il suo più importante piazzamento fu l'ottavo posto in classifica generale al Tour de France 1954.

## Palmarès
- 1952 (Alcyon, una vittoria)

Classifica generale Tour d'Algérie
- 1953 (Alcyon, una vittoria)

G.P. de la Ville de Fréjus
- 1954 (Alcyon, due vittorie)

8ª tappa Tour du Maroc
1ª tappa Grand Prix du Midi Libre (Montpellier > Decazeville)
- 1959 (individuale, una vittoria)

Nice-Puget-Théniers-Nice
- 1961 (individuale, una vittoria)

2ª tappa, 1ª semitappa Trophée Nice-Matin

## Piazzamenti

### Grandi Giri
- Giro d'Italia

1955: 74º
- Tour de France

1951: 33º
1952: 20º
1953: 59º
1954: 8º
1955: 16º
1956: 53º

### Classiche monumento
- Milano-Sanremo

1954: 13º
1956: 74º
1957: 17º
- Parigi-Roubaix

1954: 58º